# Don Webb
Don Webb (Austin, 1960) è uno scrittore statunitense di racconti di fantascienza e un ex Gran Sacerdote del Temple of Set, di cui tenne la leadership dalle 1996 al 2002.
È conosciuto per i suoi lavori ispirati a H. P. Lovecraft. È membro del Turkey City Writer's Workshop.

## Opere

### Raccolta di storie brevi
- The Bestseller and Others
- The Seventh Day and After
- The Explanation and Other Good Advice
- A Spell for the Fulfillment of Desire
- Stealing My Rules

### Poesie
- Anubis on Guard

### Romanzi gialli
- The Double: An Investigation
- Essential Saltes
- Endless Honeymoon
- When They Came

### Saggi sull'esoterismo
- The Seven Faces of Darkness
- Uncle Setnakt's Essential Guide to the Left Hand Path
- Mysteries of the Temple of Set: Inner Teachings of the Left Hand Path
- Aleister Crowley: The Fire and the Force